# Сан Либерио (Пезаро и Урбино)
Сан Либерио је насеље у Италији у округу Пезаро и Урбино, региону Марке.
Према процени из 2011. у насељу је живело 63 становника. Насеље се налази на надморској висини од 83 м.